# Rezerwat przyrody Grodzisko Runowo
Rezerwat przyrody Grodzisko Runowo – leśny rezerwat przyrody położony na terenie gminy Potęgowo w województwie pomorskim. Został ustanowiony w 1981 roku. Zajmuje powierzchnię 29,86 ha (akt powołujący podawał 29,90 ha).
Ochronie rezerwatu podlegają stanowiska buczyny, łęgów, pomnikowe buki i dęby o obwodach przekraczających 3 metry, jak również pozostałości wczesnośredniowiecznego słowiańskiego grodziska wraz z osadą i cmentarzyskiem kurhanowym nad rzeką Pogorzelicą. Ten zespół osadniczy założono na reliktach osady należącej do grupy kaszubskiej ludności kultury łużyckiej (1200–650 lat p.n.e.), a funkcjonował on od połowy IX wieku do pierwszej połowy XII wieku. Stanowisko archeologiczne jest wpisane do rejestru dóbr kultury i zostało objęte ścisłą ochroną konserwatorską.
Przez teren rezerwatu prowadzi ścieżka edukacyjna.
Najbliższe miejscowości to Runowo i Warcimino.